# 孫抃
孫抃（?—?），一作孙忭，初名贵（一作贯），字道卿，字夢得，眉山（今屬四川）人，北宋政治人物。

## 生平
天圣八年（1030年）庚午科王拱辰榜进士第三人。历官开封府推官、尚书吏部郎中、右谏议大夫、御史中丞。曾擔任御史中丞，推薦唐介和吳中復為御史。嘉祐五年（1060年），官拜參知政事。治平元年十一月卒，諡文懿。

## 著作
有文集三十卷。

## 家族
六世祖孙长孺，好藏书，人称“书楼孙氏”。

## 延伸阅读
[在维基数据编辑]
 《宋史·卷292》，出自脱脱《宋史》